# Odontohenricia aurantia
Odontohenricia aurantia är en sjöstjärneart som beskrevs av Clark och Jewett 20. Odontohenricia aurantia ingår i släktet Odontohenricia och familjen krullsjöstjärnor. Inga underarter finns listade i Catalogue of Life.